# Komisariat Straży Celnej „Lubomia”

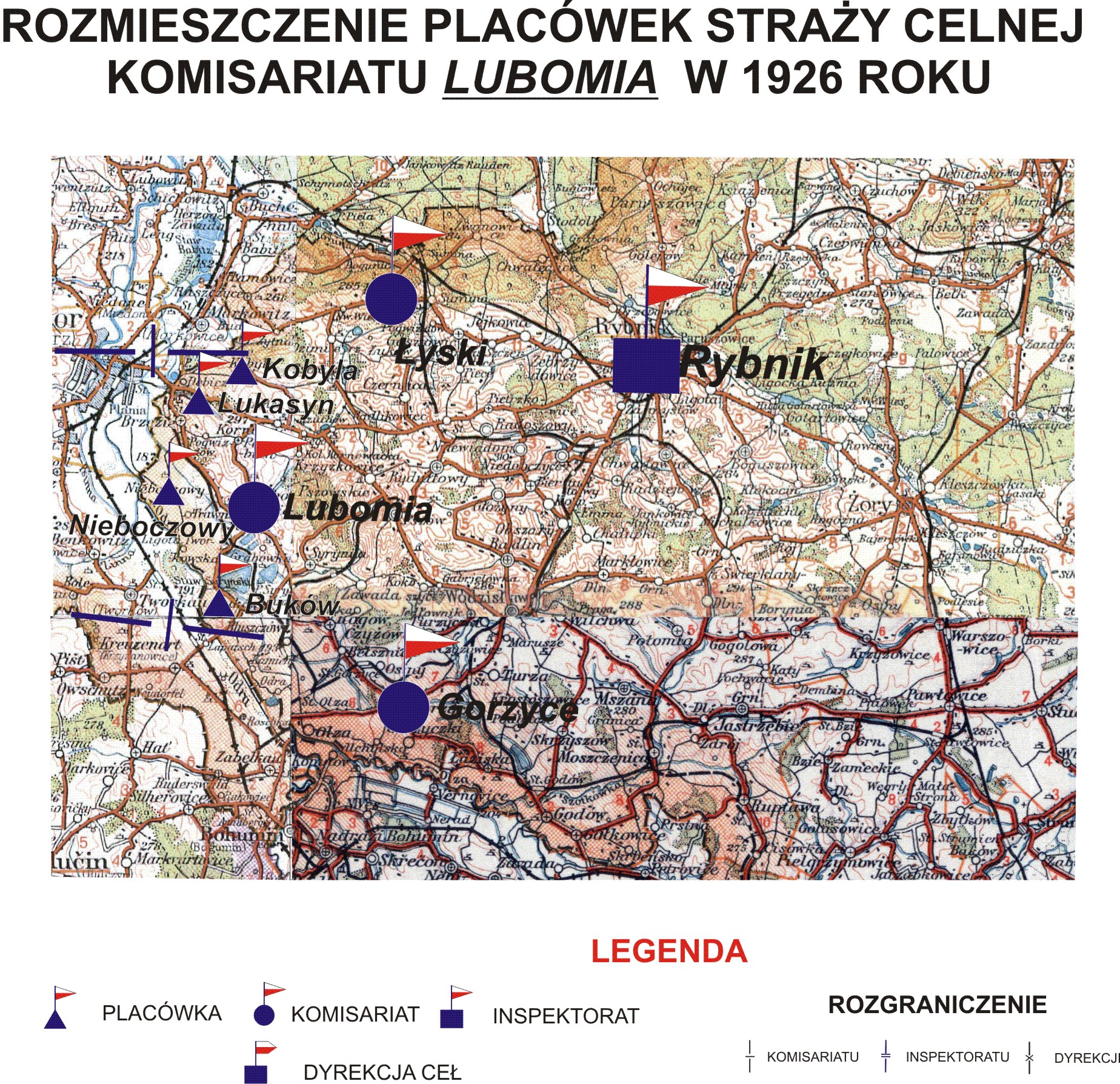
Rozmieszczenie placówek SC Komisariatu Lubomia w 1926

Komisariat Straży Celnej „Lubomia” – jednostka organizacyjna Straży Celnej pełniąca służbę ochronną na granicy polsko-niemieckiej w latach 1922–1928.

## Formowanie i zmiany organizacyjne
Na wniosek Ministerstwa Skarbu, uchwałą z 10 marca 1920 roku, powołano do życia Straż Celną. Od połowy 1921 roku jednostki Straży Celnej rozpoczęły przejmowanie odcinków granicy od pododdziałów Batalionów Celnych. Proces tworzenia Straży Celnej trwał do końca 1922 roku. Komisariat Straży Celnej „Lubomia”, wraz ze swoimi placówkami granicznymi, wszedł w podporządkowanie Inspektoratu Straży Celnej „Rybnik”.
Początek działalności Straży Celnej na Śląsku datuje się na dzień 15 czerwca 1922 roku. W tym dniu polscy strażnicy celni w zielonych mundurach i rogatywkach wkroczyli  na ziemia  przyznane Polsce. W nocy z 15 na 16 czerwca 1922 roku Straż Celna przejęła ochronę granicy polsko–niemieckiej na Śląsku. W ramach Inspektoratu Straży Celnej „Rybnik” zorganizowany został komisariat Straży Celnej „Lubomia”. Komisariat obejmował odcinek graniczny długości 21 kilometrów 500 metrów. Na prawym skrzydle graniczył z komisariatem SC „Łyski”, a na lewym z komisariatem SC „Gorzyce”. Biura komisariatu mieściły się w budynku szkolnym w Lubomi, a funkcjonariusze placówek spotykali się przy skrzynkach służbowych mieszczących się w korytarzach względnie w sieniach budynków. Początkowo służbę pełniono bez broni. Dopiero w połowie lipca strażnicy uzbrojeni zostali w karabiny włoskie.
W marcu 1924 roku zlikwidowano placówki „Brzezie” i „Ligota Tworkowska”, a w styczniu 1925 roku na tyłach komisariatu utworzono placówkę „Rzuchowo”. Ta ostatnia zniesiona została w czerwcu 1925 roku.
W 1926 roku placówki przeniosły swoje siedziby do wynajętych ubikacji. „Odra” funkcjonowała w budynku szkolnym na parterze, „Buków” w budynku szkolnym na pierwszym piętrze, „Nieboszowy” w budynku dworskim w Nowym Dworze, „Lukasyna” w Fabryce Futer i Skór, „Kobyla” w szkole.
W kwietniu 1927 roku zmieniono nazwę placówki „Lukasyna”  na „Brzezie”.
W marcu 1928 roku placówka „Nieboczowy” przeniesiona została do Ligoty Tworkowskiej do domu p. Pytlika, zlikwidowano placówki „Odra” i „Kobyla”. Jednocześnie została utworzona placówka II linii „Kornowac”. Po zlikwidowaniu komisariatu SC „Łyski”, jego placówka „Raszczyce” przydzielona została do komisariatu „Lubomia”.

## Służba graniczna
Sąsiednie komisariaty
- komisariat Straży Celnej „Lyski”  ⇔ komisariat Straży Celnej „Gorzyce” − 1926

## Kierownicy komisariatu SC
| stopień     | imię i nazwisko  | okres pełnienia służby   | kolejne stanowisko                 |
| ----------- | ---------------- | ------------------------ | ---------------------------------- |
| komisarz    | Walerian Trafas  | VI 1922 – 6 IV 1925      |                                    |
| komisarz    | Paweł Sarwac     | 6 IV 1925 – 15 II 1926   | w Inspekcji Ceł w Poznaniu         |
| podkomisarz | Józef Achtelik:  | 15 II 1926 – 10 XII 1927 | w służbie celnej                   |
| nadkomisarz | Józef Krzesiński | 10 XII 1927 – 1928       | kierownik komisariatu SG „Lubomia” |

## Struktura organizacyjna
Organizacja komisariatu w początkowym okresie:
- placówka Straży Celnej „Odra”
- placówka Straży Celnej „Buków”
- placówka Straży Celnej  „Ligota Tworkowska” – strażnik Stanisław Luleczka
- placówka Straży Celnej „Nieboczowy”
- placówka Straży Celnej  „Brzezie” → zniesiona w 1924
- placówka Straży Celnej „Lukasyn(a)”[10]
- placówka Straży Celnej „Kobyla”

Organizacja komisariatu w 1926 roku:
- komenda – Lubomia
- placówka Straży Celnej „Odra”
- placówka Straży Celnej „Buków”
- placówka Straży Celnej „Nieboczowy”
- placówka Straży Celnej „Lukasyn” → w 1927 przemianowania na placówkę SC „Brzezie”
- placówka Straży Celnej „Kobyla”[b]